# Agdistis hakimah
Agdistis hakimah is een vlinder uit de familie vedermotten (Pterophoridae). De wetenschappelijke naam van deze soort is voor het eerst geldig gepubliceerd in 1985 door Arenberger.
De soort komt voor in tropisch Afrika.